# Eden Hason
Eden Hason (en hebreo: עדן חסון‎; Pardes Hanna-Karkur, Israel, 25 de agosto de 1994) es un cantautor, compositor y productor israelí.

## Biografía
Edén Hasón nació en Pardes Hanna-Karkur en el seno de una familia religiosa de origen sefardí (judíos argelinos). Su padre, Yoram, es camionero y su madre, Esther, es maestra en un parvulario. Durante el servicio militar sirvió en la Base de la Fuerza Aérea de Ramón, en Mitzpé Ramón, donde formó parte de un escuadrón de emergencia. Actualmente reside en Hadera.

## Carrera musical
Hasón comenzó su trayectoria musical escribiendo canciones para artistas como Edén Ben Zaken, Par Tsi e Itai Levy. Lanzó su primera canción, «Shemishehu Yaatzor Oti», el 24 de diciembre de 2017, cuyo videoclip dirigió él mismo. La canción tuvo mucho éxito y ocupó el cuarto lugar en la Canción del año 2018 de la radio Galgalatz.
El 3 de mayo de 2018, Hasón lanzó su segundo sencillo, «Yeladim Kaele», que arrasó colocándose en lo más alto de las listas. Posteriormente, la canción fue elegida para representar a Israel en el Festival de la Canción Infantil de Eurovisión 2018, interpretada por Noam Dadon. El 21 de mayo salió el sencillo «Ba Li Lechabek Otcha», que escribió y compuso para Edén Ben Zaken. El 15 de agosto lanzó su tercer sencillo, «Shikorim», siendo de nuevo un éxito. El 22 de octubre lanzó su cuarto sencillo «Mitpotzetz Li Harosh», y el 10 de diciembre el quinto, titulado «Ani Mevulbal».
El 29 de enero de 2019, Hasón sacó otro sencillo, «Hey DJ». El 4 de abril de ese año lanzó su álbum debut «Shemishehu Yaatzor Oti», que incluía nueve sencillos. En mayo ganó el premio «Canción del año» de AKUM 2019 con el álbum. El 4 de julio lanzó la canción «Shona Mahonof» junto con Edén Ben Zaken. A lo largo de todo 2019 publicó varias canciones y fue elegido como uno de los candidatos para representar a Israel en los MTV Europe Music Awards.
A principios de 2021 publicó un dueto con el cantante Eyal Golan llamado «Beor Gadol». En abril del mismo año comenzó a presentar un programa nocturno semanal en la emisora de radio Galgalatz. En junio publicó, junto a Ella Lee, el sencillo «Simi Pas», que fue la canción oficial del desfile del orgullo gay de Tel Aviv en 2021. En ese año ganó el Premio AKUM al Compositor del Año. El 10 de agosto publicó «Mavtiach», que alcanzó el cuarto lugar en la lista Media Forest. A finales de octubre de 2021 lanzó el sencillo «Madliqa Li Hakol», siendo todo un éxito de nuevo. El 28 de noviembre del mismo año lanzó el sencillo «Lo Marguish Tov», que alcanzó el puesto 16 en Media Forest. El 1 de diciembre de 2021 lanzó su segundo álbum de estudio, «Album 2». Ya el 9 de diciembre sacó el sencillo «Ma Fisfasti».
Durante 2022 lanzó los sencillos «Kulanu Rozim Ahava», «Kaha Kol Yom», «Boei Nishan Al Ze», «Osa Li Zarot», «Metapsim Al Hakirot» y «Ad Shetavoy Ad Elai». Ese año, Edén Hasón se convirtió en el artista israelí más reproducido en Apple Music y Spotify.
A principios de 2023 lanzó los sencillos «Shuv», «Az Ma Ahshav» y «Le'ehov Otakh Kol Yom», este último en colaboración con Doli & Penn. A mediados de junio escribió en una publicación en Instagram que últimamente había estado ocupado por temas personales, pero que a partir de entonces iba a «sacar los cañones pesados», que durante el mes iba «lanzar canciones a un ritmo rápido». En relación con esto, a finales de ese mismo mes sacó tres sencillos seguidos, «Hishgozim», «Hakhaim Lefanai» (con el DJ Itay Galo) y «Lo Tire Oti Bukha». A principios de julio, lanzó otros dos sencillos el mismo día, «Yeshivot» y «Lo Shote Lo Meashen». El último sencillo del año que sacó fue el 10 de diciembre, titulado «Ahuva Sheli», mi amada, una canción de amor dedicada a su madre, quien también aparece en el videoclip.
En 30 de enero de 2024 sacó el sencillo «Tzokheket Ubukha». En abril, hizo una colaboración con Static, la canción «Oy VaAvoy». Ese mismo mes sacó el sencillo «En Oti». El 17 de junio lanzó dos nuevos sencillos: «Ma Asit Li» y «Khoref Be'eilat». El 12 de septiembre sacó un nuevo sencillo en colaboración con otro cantante, titulado «Lev Shabir». El 24 de ese mismo mes, sacó el sencillo en solitario «Ein Mirkhak Beinenu». El 17 de noviembre lanzó el sencillo «Sof Sof Ani», que significa «finalmente yo». Según una publicación en su Instagram explicó que, con esta canción, quería explicar su situación personal, ya que está en una relación con un hombre. Dio las gracias por tanto apoyo, tanto del público, como de amigos y su familia, y que era algo que le resultaba difícil de sacar a la luz, ya que confirma que está con una persona de su mismo sexo, y da a entender que ha salido del armario, un hecho importante si consideramos que Israel es un país relativamente conservador.
El 13 de enero de 2025 sacó la canción «HaPaam Ze Ze», un canto a la felicidad. El 21 y 27 de enero sacó dos sencillos, «Tader» y «Khavera Meshuga'at» respectivamente, este último con la cantante Margol. El 10 de febrero de 2025 lanzó un nuevo álbum, «Tader 4», con 14 canciones.

## Discografía
- Shemishehu Yaatzor Oti (que alguien me detenga) (2019)
- Album 2 (2021)
- Tader 4 (frecuencia 4) (2025)

## Premios y nominaciones
| Año  | Premio/concurso                              | Categoría          | Proyecto                 | Resultado |
| ---- | -------------------------------------------- | ------------------ | ------------------------ | --------- |
| 2019 | Premio AKUM                                  | Canción del año    | «Shemishehu Yaatzor Oti» | Ganador   |
| 2021 | Premio AKUM                                  | Compositor del año | Edén Hasón               | Ganador   |
| 2022 | Premios a las selecciones del año de Froggie | Cantante del año   | Edén Hasón               | Ganador   |
| 2022 | Premios a las selecciones del año de Froggie | Canción del año    | «Osa Li Zarot»           | Nominado  |